# Hanriot HD 2
Le Hanriot HD-2 (« HD » pour Hanriot-Dupont) est un chasseur biplan français de la Première Guerre mondiale construit par la société anonyme des appareils d’aviation Hanriot. 

## Historique
La société Hanriot produisit quelques monoplans avant-guerre mais est surtout connue pour avoir construit des appareils Sopwith sous licence, notamment le Sopwith 1½ Strutter. C'est pendant l'été 1916 qu'est construit le Hanriot HD 1 conçu par Pierre Dupont. Il a été mis à l'étude comme possible remplaçant du Nieuport 17 mais, une fois produits, ces appareils deviennent rapidement des « surplus ». Après avoir remplacé le moteur d'origine par un Le Rhône 9R de 170 ch, après avoir modifié la dérive et remplacé le train fixe par des flotteurs, certains exemplaires de HD-1 sont livrés à la marine française sous la nouvelle dénomination HD-2 pour être embarqués comme hydravion. L'US Navy l'utilisa aussi pour mener des expériences d'avion embarqué sur des navires de guerre, et comme hydravion.

## Conception
Il s'agit d'un chasseur monoplace petit et extrêmement maniable à l'allure générale d'un Sopwith. Sa motorisation par un moteur rotatif Le Rhône 9R de 170 ch le rendait plus rapide que le HD-1 de 110 ch, tout en conservant sa manœuvrabilité. Il était aussi populaire parmi les pilotes, comme étant un avion sûr et agréable à piloter. 

## Variantes
- Hanriot HD 1 110 ch : Moteur Le Rhône 9J de 110 ch, 1 mitrailleuse Vickers
- Hanriot HD 1 170 ch : Moteur Le Rhône 9R de 170 ch, 2 mitrailleuses Vickers
- Hanriot HD 2: Appareil transformé en hydravion, empennage plus grand et flotteurs à la place du train fixe

## Engagement
France
 États-UnisUnited States Navy